# Pere Soriguera Aulès
Pere Soriguera Aulès (Reus, 29 de juliol de 1810 - Tarragona, 9 de juliol de 1838) va ser un periodista i polític català.
Fill d'un apotecari militar, Antoni Soriguera, i germà de Gil Soriguera, que va ser afusellat, estudià medicina i cirurgia, encara que per tradició familiar estava destinat a la farmàcia. Va arribar a capità de la Milícia Nacional, i tingué un paper important en l'actuació de la columna que alliberà els milicians assetjats a Vilallonga pels carlins el 1838.
Va col·laborar als periòdics de Barcelona El Vapor i a El Propagador de la libertad amb articles mazzinians. Formava part del grup de progressistes barcelonins encapçalats per Josep Andreu, Monlau, Mata i d'altres. Fundà a Reus, amb Pere Mata, la revista La Joven España. La vida de la publicació va ser difícil, era un "Eco de ideas harto adelantadas" segons l'historiador reusenc Andreu de Bofarull. Pel gener de 1837, Soriguera, a La Joven España defensà al comandant de la milícia Iriarte, que havia fet afusellar uns presoners carlins vora Alforja, entre els quals hi havia alguns reusencs. La publicació va ser denunciada i els redactors van rebre amenaces del fill del general Serrano, capità general de Catalunya. El febrer d'aquell any, criticà algunes accions militars, i els oficials del 7è de Francs van amenaçar de cremar la casa de Soriguera i la impremta de Joan Baptista Vidal, que imprimia la revista, i van estripar tots els exemplars que trobaren pels cafès.
Clausurada ja La Joven España, que era oposada al Baró de Meer, aquest empresonà Soriguera i Pere Mata al Castell de Pilats, a Tarragona, on Pere Soriguera va morir, a causa del clima malsà i la mala alimentació. Va ser enterrat en el fossar comú de Tarragona. Pere Mata va deixar testimoni literari de la presó i mort de Pere Soriguera en un poema èpic Gloria y martirio publicat el 1851.